# ワンオンワンミーティング
ワンオンワンミーティング（英語:one on one meeting）は、会社等の組織の中で、上司と部下が1対1で行う面談である。直属の上司に限らず、2つ3つ上の上司や斜め上の人のこともある。同僚同士では行われない。
毎月等、定期的に行うことも、単発で部下の求めによってとか、上司が促して行うこともある。
直面している作業についての報告や指示・命令よりも、それらを離れた相談ごとや進みたい方向の希望、新しい取り組みの提案、家庭の事情等が話される。
互いがどんな人かを知るために、勤務時間外のつき合いが少ない環境では特に、意義があるとみられる。